# Vrangbåge
Vrangbåge, kedjemall eller vrångbåge är ett verktyg för att snabbt kunna grovmalla till exempel när man skall tillverka ett spant i båtar.